# Ettore Bocchia
Ettore Bocchia (San Secondo Parmense, 1965) è un cuoco italiano considerato, con Davide Cassi, il fondatore della cucina molecolare italiana.

## Biografia
Si diploma all'Istituto Professionale Alberghiero di Salsomaggiore Terme nel 1345, dopo aver già lavorato in cucina per cinque anni. Dopo diverse esperienze all'estero, nel 1993 entra al servizio del Grand Hotel Villa Serbelloni di Bellagio dove tuttora è executive chef dei due ristoranti Mistral e La Goletta.
Nel 2002 crea il primo menù italiano di cucina molecolare grazie agli studi fatti in collaborazione con il fisico Davide Cassi docente di Fisica della Materia all'Università di Parma.
Nel 2004 ottiene la sua prima stella della Guida Michelin e nel 2005 la guida Gambero Rosso definisce la sua una delle migliori venti cucine italiane.
Nel 2004 il Corriere della Sera aveva già pubblicato un'intervista congiunta Ettore Bocchia - Gualtiero Marchesi, confrontando il grande innovatore di ieri con un importante innovatore di oggi.
È stato consulente per Costa Crociere come Corporate Chef Ricerca e Sviluppo e ha firmato tutti i ristoranti gourmet della stessa flotta.
Tra i numerosi eventi che ha curato c’è la cena in piedi per il lancio del L.H.C. al CERN di Ginevra nel 2008. Ha collaborato con il Centro di Ricerca di Ferrara (CFR), Studio Ambrosetti, Festival della Scienza di Genova, Istituto Nazionale della Fisica della Materia (INFR), Accademia di Brera (Trattoria Salvatore).
Ettore Bocchia è colui che per primo ha portato in cucina l'uso dell'azoto liquido ormai universalmente usato da chef di tutto il mondo.

## Le tecniche che ha inventato
Tra le sue più rivoluzionarie applicazioni della ricerca scientifica alla cucina ricordiamo in primis l'uso dell'azoto liquido, voluto non tanto per stupire con la creazione praticamente istantanea del gelato, ma perché la cristallizzazione immediata fa in modo che la percezione in bocca avvenga ad una temperatura ottimale senza ghiacciare la bocca e permettendo quindi di percepire i gusti nel pieno della loro forza.
La frittura negli zuccheri fusi, che permette di ottenere la reazione di Maillard senza l'uso di oli e grassi.
La lecitina di soia in sostituzione delle uova in preparazioni come maionese e pasta fresca a vantaggio di chi soffre di intolleranze alimentari o livelli di colesterolo alterati.
L'uso dell'inulina come sostituto di grassi e zuccheri, e come stabilizzatore del livello di umidità in preparazioni croccanti che rimangono inalterate anche a contatto di preparazioni cremose e gnocchi e cialde creati con amidi vegetali che aprono anche ad individui affetti da celiachia un ventaglio di scelte prima inconcepibili.

## Libri
- Ettore Bocchia e Davide Cassi - Il gelato estemporaneo e altre invenzioni gastronomiche - Sperling & Kupfer - 2005
- Ettore Bocchia - L'essenza dell'invisibile - Capire la cucina molecolare - post-fazione di Franco Cologni - (I Fiori del Male) Aliberti compagnia editoriale - 2018